# Awanhard (osiedle)
Awanhard (ukr. Авангард) – osiedle typu miejskiego w południowo-zachodniej Ukrainie w rejonie odeskim obwodu odeskiego.  1 stycznia 2013 miejscowość liczyła 3 263 mieszkańców.

## Demografia
W spisie ludności z 2001 37,26% mieszkańców wskazało język ukraiński jako swój język ojczysty, dla 61,13% językiem ojczystym był zaś rosyjski.